# Epithelantha micromeris
Epithelantha micromeris – gatunek roślin z rodziny kaktusowatych. Występuje na podłożach wapiennych  w Meksyku (stany Coahuila i Nuevo León) oraz w Teksasie. Ma jadalne owoce.

## Morfologia
PokrójPędy pojedyncze lub w grupach, kuliste, pokryte gęstymi brodawkami ułożonymi spiralnie, na których znajdują się areole z kępkami ok. 20 białych, płasko rozpościerających się  cierni osiągających ok. 2 mm długości. Pęd osiąga do 6 cm wysokości i około 2–4 cm średnicy.
KwiatyMałe – osiągają do 1 cm średnicy, białe lub jasnoróżowe, wyrastają ze szczytu pędu. Rozwijają się za dnia.
OwoceJasnoczerwone, walcowate, z kilkoma czarnymi nasionami.

## Systematyka i zmienność
W obrębie gatunku wyróżnia się kilka podgatunków:
- E. micromeris subsp. bokei (L.D.Benson) U.Guzmán – rośliny o pędzie mniejszym niż u typu – do 5 cm wysokości, z drobniejszymi i gęstszymi brodawkami, z których wyrastają bardzo gęste, całkowicie zasłaniające korpus ciernie; kwiaty jasnoróżowe; rośliny występujące w Teksasie i w meksykańskim stanie Chihuahua[4];
- E. micromeris subsp. greggii (Engelm.) N.P.Taylor – rośliny większe niż typ, do 8 cm wysokości, często o pędzie rozgałęzionym; ciernie do 7 mm długości, w tym także z czasem obecnym cierniem środkowym; kwiaty ciemnoróżowe; rośliny występują w meksykańskim stanie Coahuila[4];
- E. micromeris subsp. pachyrhiza (W.T.Marshall) N.P.Taylor
- E. micromeris subsp. polycephala (Backeb.) Glass
- E. micromeris subsp. unguispina (Boed.) N.P.Taylor